# STS-51-A
STS-51-A var den fjortonde flygningen i det amerikanska rymdfärjeprogrammet och den andra för rymdfärjan Discovery. Den sköts upp från Pad 39A vid Kennedy Space Center i Florida den 8 november 1985. Efter nästan åtta dagar i omloppsbana runt jorden återinträdde rymdfärjan i jordens atmosfär och landade vid Kennedy Space Center. 

## Start och landning
Total uppdragslängd: 07:23:44:00
Starten skedde klockan 07:15 (EST) 8 november 1985 från Pad 39A vid Kennedy Space Center i Florida.
Landningen skedde klockan 06:59 (EST) 16 november 1985 vid Kennedy Space Center i Florida.

## Uppdragets mål
Huvuduppgiften för detta uppdrag var unik i det att två kommunikationssatelliter (kanadensiska Anik D2 och Leasat I) placerades i omloppsbana, och två andra (Palapa B-2 och Westar 6) fångades in för att fraktas tillbaka till jorden.